# Мальчіха (Новосибірська область)
Мальчіха (рос. Мальчиха) — присілок у Коливанському районі Новосибірської області Російської Федерації.
Входить до складу муніципального утворення Пихтовська сільрада. Населення становить 69 осіб (2010).

## Історія
Згідно із законом від 2 червня 2004 року органом місцевого самоврядування є Пихтовська сільрада.

## Населення
| 2002 | 2007 | 2010 |
| ---- | ---- | ---- |
| 112  | ↗130 | ↘69  |

## Персоналії
В Мальчісі народилася українська вчена (філософ і соціолог), член-кореспондент НАН України Лідія Василівна Сохань.